# Bitwa pod Ostrołęką (1831)
Bitwa pod Ostrołęką – bitwa powstania listopadowego, stoczona 26 maja 1831 roku pod Ostrołęką, w której główne siły wojsk polskich pod dowództwem generała Jana Skrzyneckiego starły się z wojskami rosyjskimi Iwana Dybicza.

## Wstęp
Na skutek przedłużającej się przerwy w działaniach, Skrzynecki pod wpływem opinii publicznej opracował plan wyprawy w sile 45 tys. żołnierzy przeciwko liczącemu 30 tys. żołnierzy korpusowi rosyjskiemu, który znajdował się między Ostrołęką a Łomżą. By pozorować obecność głównych sił polskich na szosie brzeskiej naprzeciwko armii Dybicza, pozostawiono liczący 11 tys. żołnierzy korpus Jana Umińskiego.
Pomimo nieporadności Skrzyneckiego, realizacja planu przebiegała pomyślnie, jednak 18 maja z nieznanych przyczyn, Skrzynecki nie zdecydował się na zaatakowanie pod Śniadowem otoczonej już gwardii rosyjskiej, która dzięki temu ocalała i uszła na Białystok. Gdy Skrzynecki ruszył w pościg, zaalarmował tym Dybicza, który na czele 40 tys. żołnierzy rozpoczął marsz na Warszawę, grożąc Skrzyneckiemu odcięciem od stolicy. Z tego powodu Polacy przerwali pościg za uchodzącą gwardią w Tykocinie.
W tym czasie Dybicz przeprawił się przez Bug, zepchnął spod Nura osłonowy korpus Tomasza Łubieńskiego i ruszył na Ostrołękę. Skrzynecki zostawił pod Tykocinem Antoniego Giełguda, by osłaniał polskie siły przed możliwym powrotem gwardii, a sam z 30 tys. żołnierzy przybył wieczorem 25 maja pod Ostrołękę i przystąpił do przeprawy przez Narew.

## Bitwa

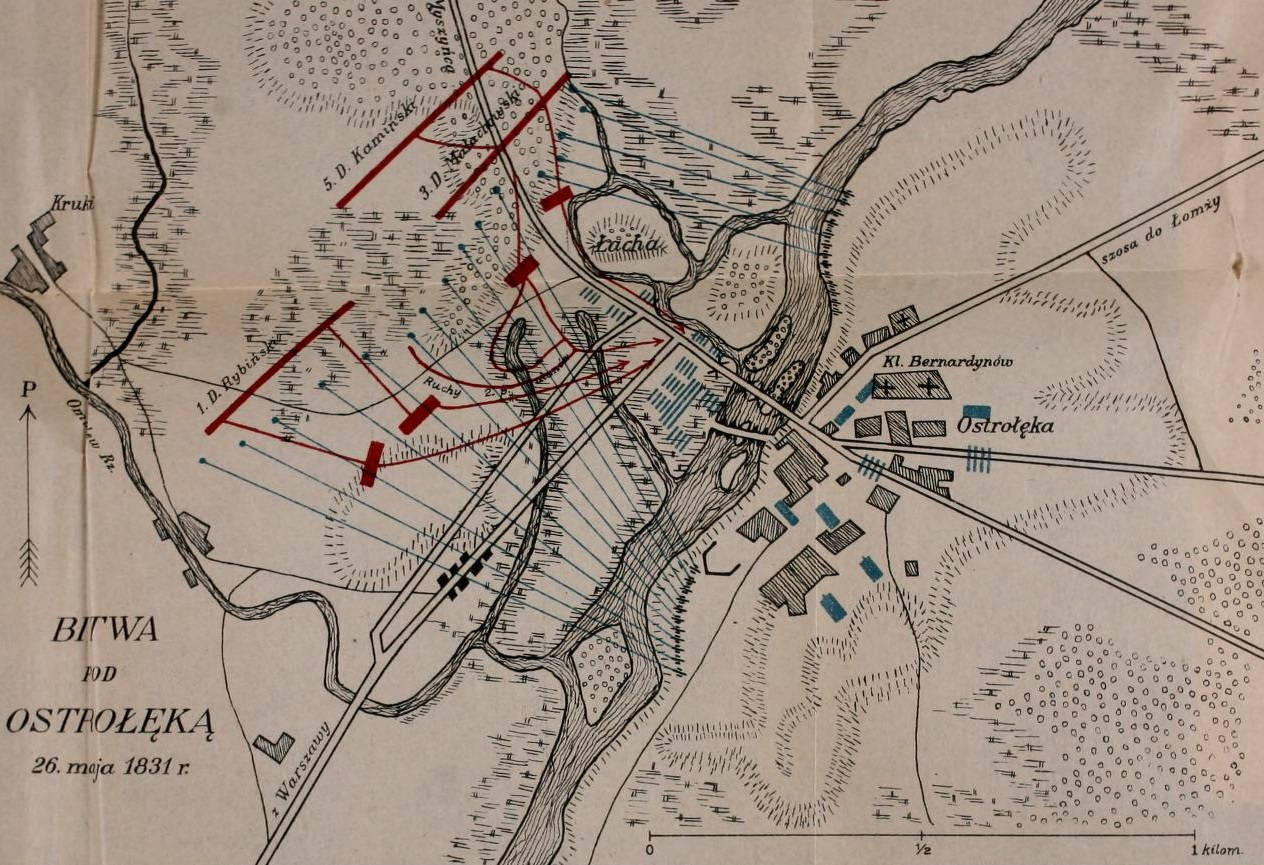
Mapa Bitwy pod Ostrołęką

Rankiem 26 maja, gdy przeprawa wojsk polskich przez Narew jeszcze trwała, niespodziewanie zaatakowały Polaków nadchodzące oddziały Dybicza. Wojska rosyjskie po zażartych walkach zajęły Ostrołękę, której broniła brygada Ludwika Bogusławskiego, następnie czołowe oddziały rosyjskie przeprawiły się na prawy brzeg Narwi. W tym momencie w zasięgu rosyjskiej artylerii, prowadzącej ogień z lewego, wyższego brzegu Narwi, znalazły się polskie przeprawy oraz pozostałe pozycje wojsk Skrzyneckiego.
Skrzynecki pragnął zepchnąć do rzeki znajdujących się na prawym brzegu Rosjan, jednak rzucane przez niego do ataku dywizje ponosiły bardzo ciężkie straty. Gdy po południu Dybicz przerzucił przez Narew dodatkowe siły, Rosjanie ruszyli do generalnego natarcia. Kontratakujące wojska polskie zdołały odrzucić Rosjan z powrotem do rzeki, jednak powstrzymane zostały przez silny ogień rosyjskiej artylerii i wycofały się z ciężkimi stratami.
Ponowne natarcie Rosjan powstrzymał śmiały atak 4 baterii artylerii lekkokonnej podpułkownika Józefa Bema, co pozwoliło armii Skrzyneckiego wykonać odwrót na Warszawę. Ponieważ Giełgud został odcięty od Łomży, otrzymał rozkaz marszu na Litwę.

## Podsumowanie

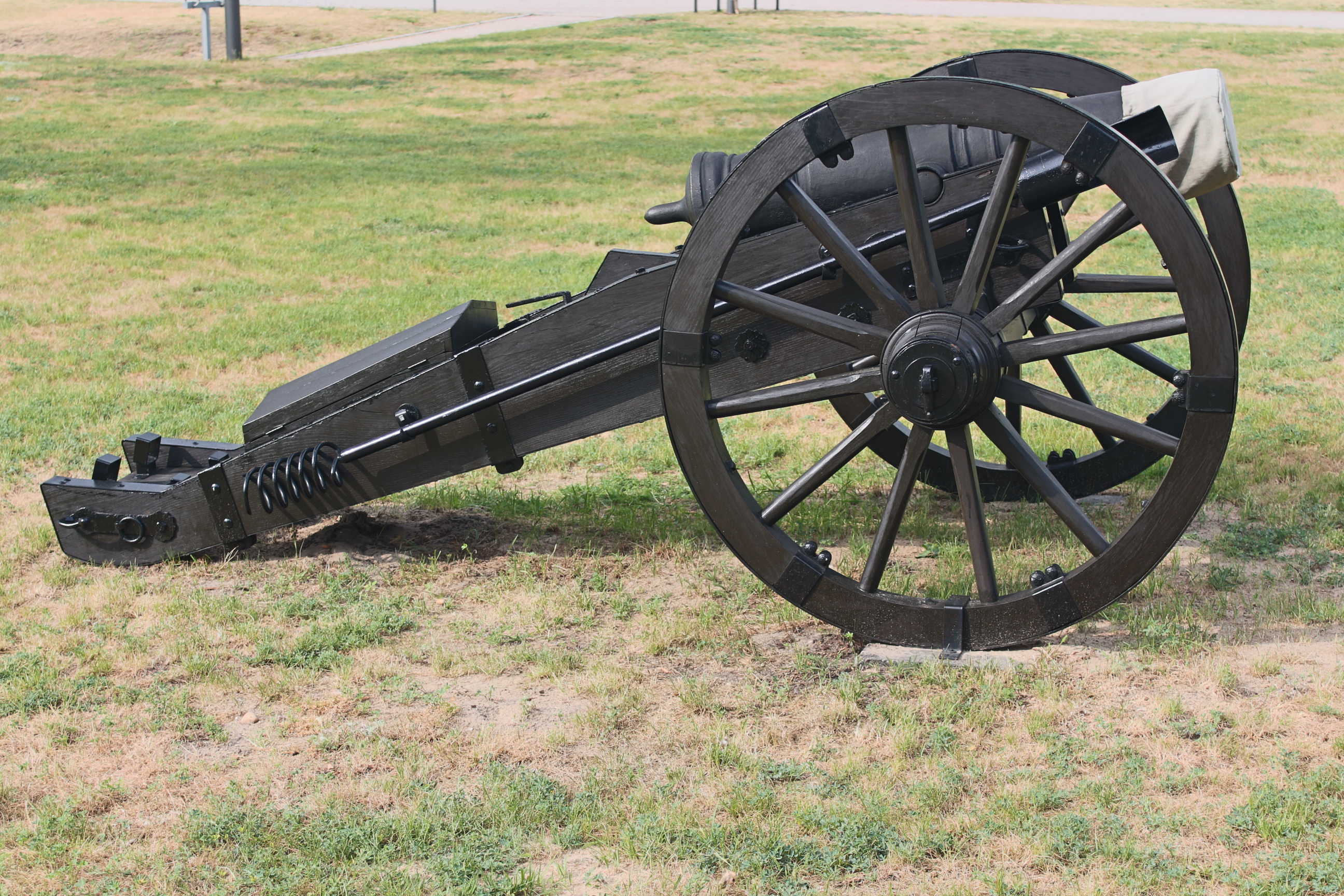
Jednoróg 10-funtowy artylerii konnej z lawetą przed Mauzoleum bitwy pod Ostrołęką

Walki toczyły się przez cały dzień zarówno w samej Ostrołęce, jak i na jej przedpolach. W trakcie walk miasto bardzo ucierpiało – pożary trwały zarówno przed południem, w czasie walki wręcz na ulicach i podwórzach z udziałem mieszczan, jak i po południu jako rezultat ostrzału artyleryjskiego z obu stron.
W obronie Ostrołęki szczególnie wsławił się 4 pułk piechoty – słynni „Czwartacy” – dowodzeni przez gen. Ludwika Bogusławskiego. Pomimo nierozstrzygniętego wyniku bitwy (przed całkowitym rozbiciem uchronił Polaków w krytycznym momencie atak 4 baterii konnej podpułkownika Józefa Bema) bitwa powszechnie jest uważana za klęskę Polaków. W jej wyniku bowiem poważne straty (nieco ponad 6 tys. w tym prawie 2 tys. poległych) poniosły najlepsze oddziały polskiej piechoty. Polegli m.in. generałowie Ludwik Kicki i Henryk Kamieński. Rosjanie stracili ok. 5700 ludzi. W efekcie bitwy armia polska straciła inicjatywę strategiczną i przeszła do defensywy.

## Upamiętnienie
W 1847 r., na osobiste polecenie Mikołaja I, nad Narwią został wzniesiony pomnik upamiętniający rosyjskie zwycięstwo w bitwie. Został on rozebrany po odzyskaniu niepodległości przez Polskę.
Dla upamiętnienia tamtych wydarzeń w Ostrołęce odgrywana jest inscenizacja bitwy. W kościele św. Antoniego Padewskiego (Klasztor) odprawiane są msze święte za poległych, ponieważ kościół ten był szpitalem dla rannych w bitwie. Wydarzeniom z maja 1831 r. poświęcona jest także stała ekspozycja w miejscowym Muzeum Kultury Kurpiowskiej. Bitwę upamiętnia także Pomnik Mauzoleum żołnierzy poległych w bitwie pod Ostrołęką 26 maja 1831 roku, który po gruntownej konserwacji i rewitalizacji został oddany do użytku w 2012 roku.
Walki żołnierza polskiego pod Ostrołęką zostały po 1990 r. upamiętnione na Grobie Nieznanego Żołnierza w Warszawie napisem na jednej z tablic: „OSTROŁĘKA 26 V 1831”.

## Galeria zdjęć

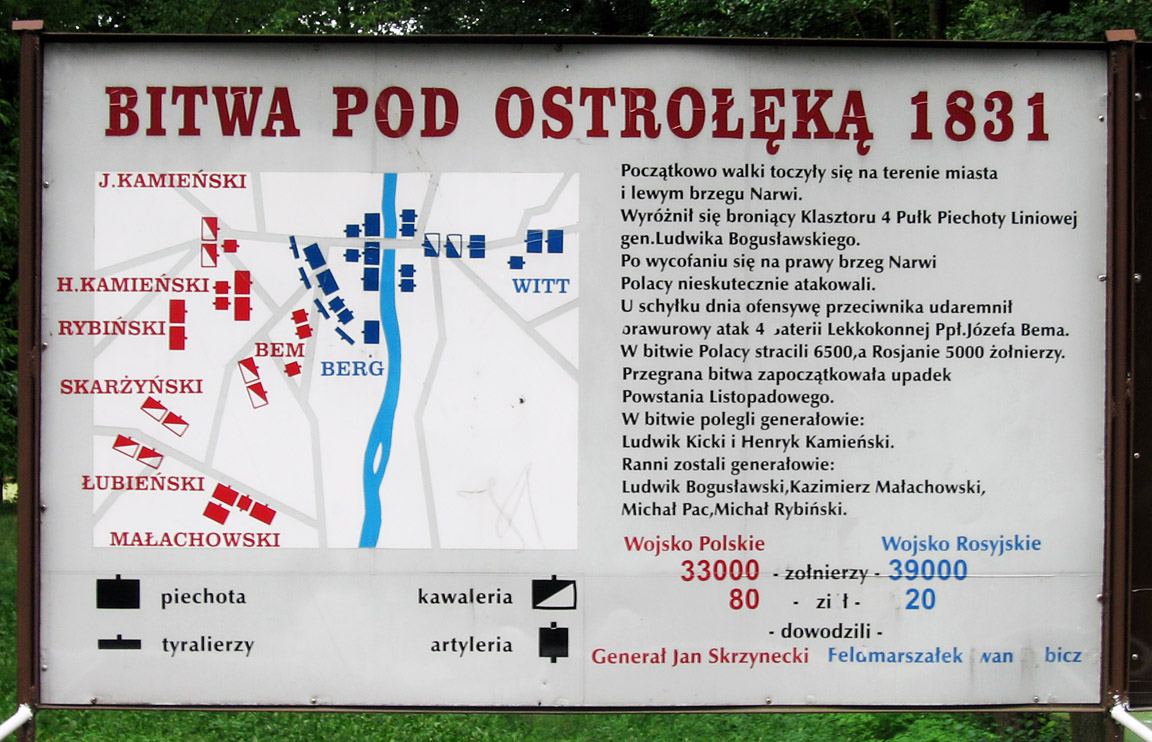
Tablica informacyjna przed Mauzoleum bitwy pod Ostrołęką
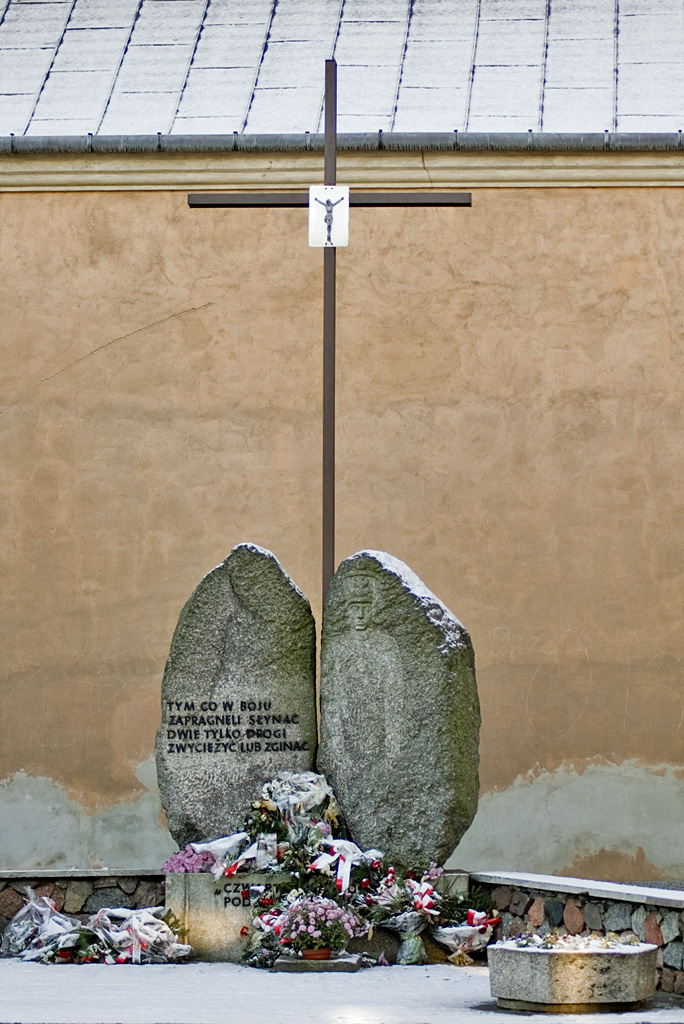
Pomnik Czwartaków w Ostrołęce
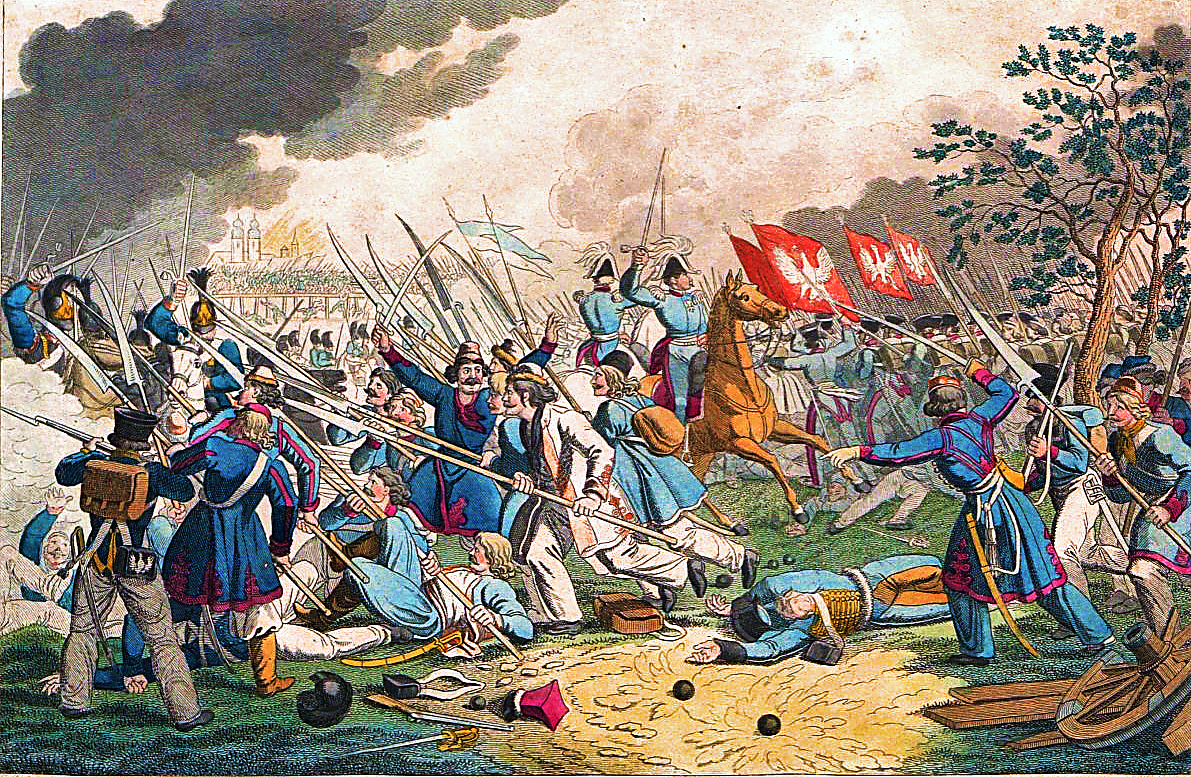
Bitwa pod Ostrołęką
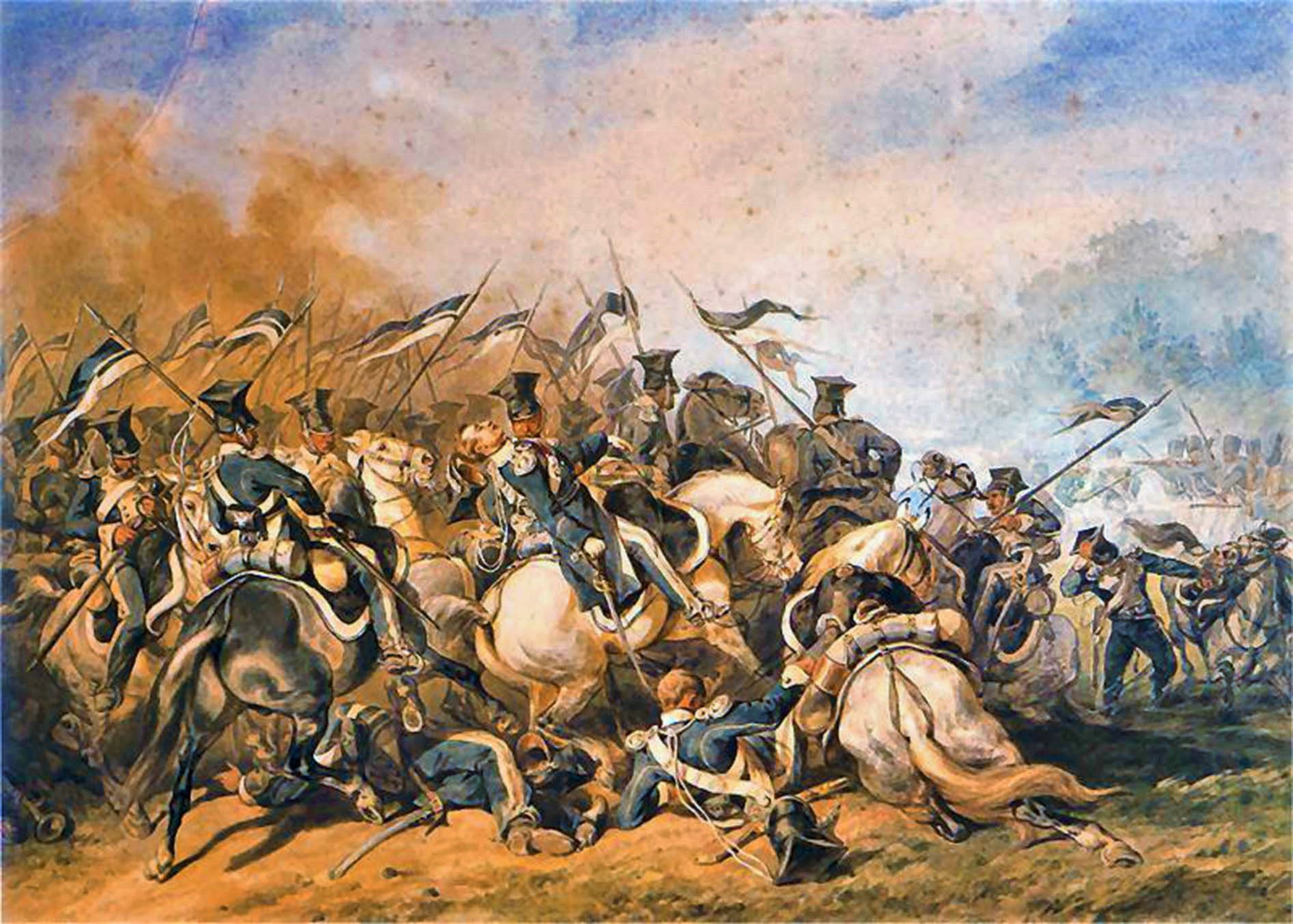
Bitwa pod Ostrołęką wg Juliusza Kossaka
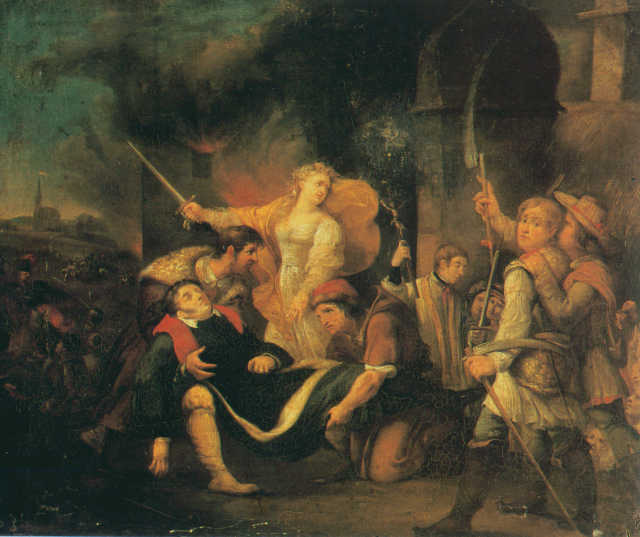
Śmierć gen. Henryka Kamieńskiego pod Ostrołęką
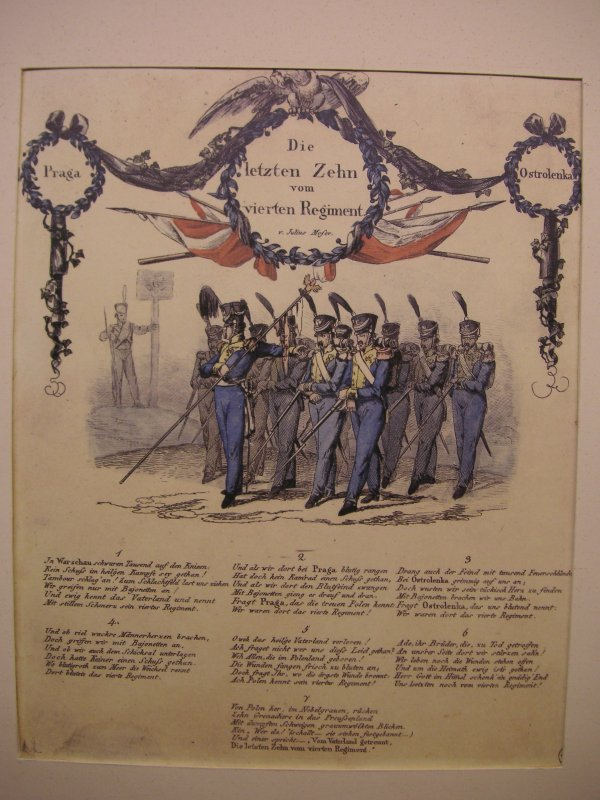
Niemiecki wiersz poświęcony Czwartakom i ich walce pod Ostrołęką